# Union (Mississippi)
Pour les articles homonymes, voir Union.
Union est une ville américaine située dans les comtés de Neshoba et de Newton, dans le Mississippi. Selon le recensement de 2020, sa population est de 2 042 habitants.